# Xian de Jingshan
Le xian de Jingshan (京山县 ; pinyin : Jīngshān Xiàn) est un district administratif de la province du Hubei en Chine. Il est placé sous la juridiction de la ville-préfecture de Jingmen.

## Démographie
La population du district était de 710 467 habitants en 1999.